# Юбер Робер
Юбе́р Робе́р або Гюбе́р Робе́р (фр. Hubert Robert, 22 травня 1733, Париж, Третя французька республіка — 15 квітня 1808, Париж, Перша французька імперія) — французький художник-пейзажист XVIII століття. За мистецьке відтворення руїн і античних будівель Рима митцю надано прізвисько «Робер із руїн».

## Біографія

### Початок шляху художника
Родина Робер була тісно пов'язана з службою у маркіза де Штейнвіля. Маркізу служив батько художника, Ніколя Робер. Пізніше Юбер Робер служитиме сину маркіза, герцогу де Шуазелю.
Юбер закінчив Наварський колеж, добре знав історію, латину, італійську і іспанську мови. В роки навчання в колежі виявив могутній потяг до мистецтва, до малювання. Ще в Парижі відвідував майстерню скульптора М. Слодца (1705—1764), добре обізнаного на мистецтві Італії і Франції. Бажання потрапити в Італію захопило і Г'юбера.

### Італійський період

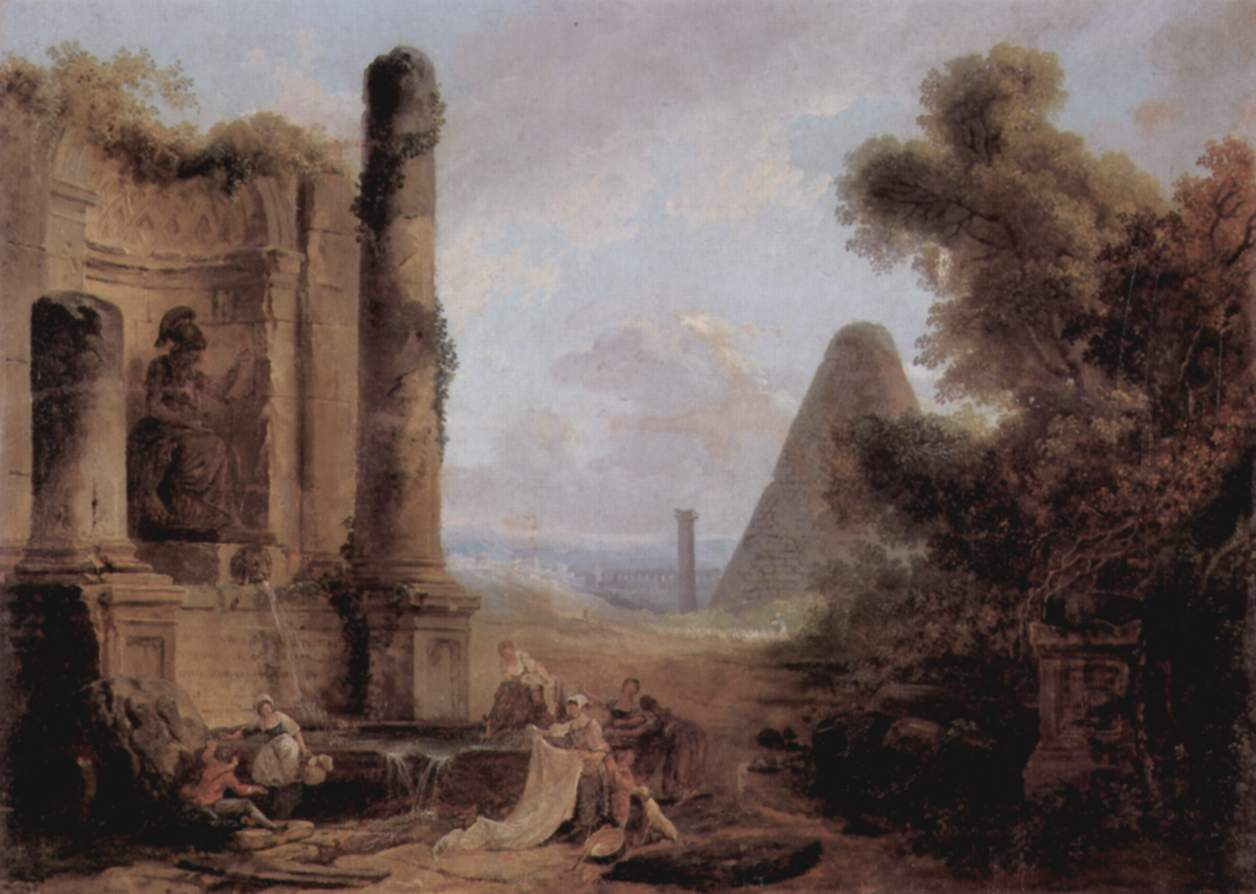
Руїни римського храму на тлі з пірамідою, 1760.

Восени 1754 р. герцог Шуазель отримав призначення на посаду дипломата при дворі папи римського в Ватикані. Шуазель відбув в Рим, в оточенні якого був і молодий Юбер.
В Римі мешкала велика колонія художників Франції, що дало змогу Юберу завести знайомство з багатьма з них, також і з Фрагонаром. Разом з ним і його патроном, абатом Сен Нон, вони зробили подорож до Неаполя. Робер перебував в Італії 11 років.
Серед головних вчителів Робера в Римі — італійський художник Панінні (1691—1765). Творчість Робера зазнала впливів і Піранезі. Робер пройшов курс занять у Французькій академії в Римі і отримав звання офіційного пенсіонера. Головною темою творів художника стали пейзажі і краєвиди з пошкодженими архітектурними спорудами, реальними і (часто) фантазійними.

### Успіх в Парижі

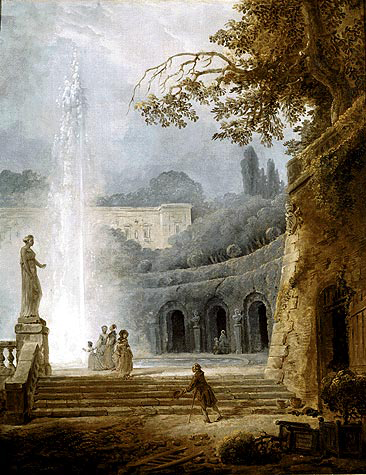
Фонтан у парку, 1778, Кембел Арт М'юзеум. Техас

Влітку 1765 р. Робер повернувся в Париж. Його твори в моді. 1766 року художника прийняли в Королівську академію як «живописця архітектури». Це було офіційне визнання. Через 18 років його оберуть «радником Королівської академії», що буде вищим званням, яке міг дістати художник пейзажист в Парижі.
Розповсюдження моди на пейзажні сади обумовило призначення художника на посаду ландшафтного архітектора. Король вважав, що майстер пейзажів добре відтворить їх і в садах короля. Окрім слави до художника прийшов і матеріальний успіх, що викликало заздрість колег.

### Арешт в роки революції

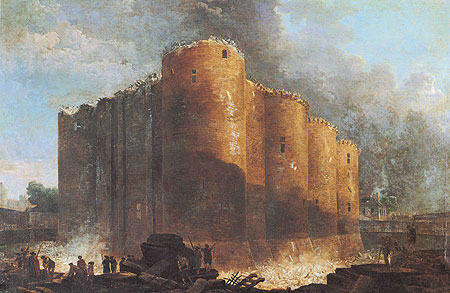
Бастилія в часи її руйнації у Французьку революцію, Париж, Музей Карнавале.

Художник зазнав арешту під час революції. На щастя, його не встигли стратити, як інших, бо художник дожив у в'язниці до чергового перевороту і смерті диктатора Робесп'єра. 60-річного художника звільнили з в'язниці, а у 1795 він навіть отримав призначення на посаду головного зберігача Національного музею, створеного в палаці Лувр. Старий художник працював в музеї сім років, поки його не відправили на пенсію.
Художник помер в Парижі у 1808 році. Похований на цвинтарі в Отейлі, передмісті Парижа.

### Родина
Художник був одружений і мав чотирьох дітей, які померли в дитинстві. Разом з дружиною вони узяли на виховання двох дівчат-сиріт. Останні роки життя художник усамітнився, але продовжував працювати вдома.

### Робер і мистецькі стилі
Творчість Юбера Робера прийшлась на досить швидку зміну декількох мистецьких стилів — ранішнього класицизму, сентименталізму, предромантизму, романтизму. Пейзажний живопис Робера, політично нейтральний, декоративний, виявився близьким до всіх цих мистецьких течій, що і зумовило популярність Юбера Робера.

### Твори Робера в Україні
- Найбільші за розмірами і мистецькими якостями картини Робера знаходяться в Воронцовському палаці (Алупка), в Криму. Володар палацу прикрасив ними парадну їдальню. Вертикально видовжені картини мають зображення умовних пейзажів з палацами, водоспадами, містками над прірвами в оточенні умовно-італійської природи.
- Твори Робера зберігають музеї Житомира, Львова, Севастополя.

### Галерея

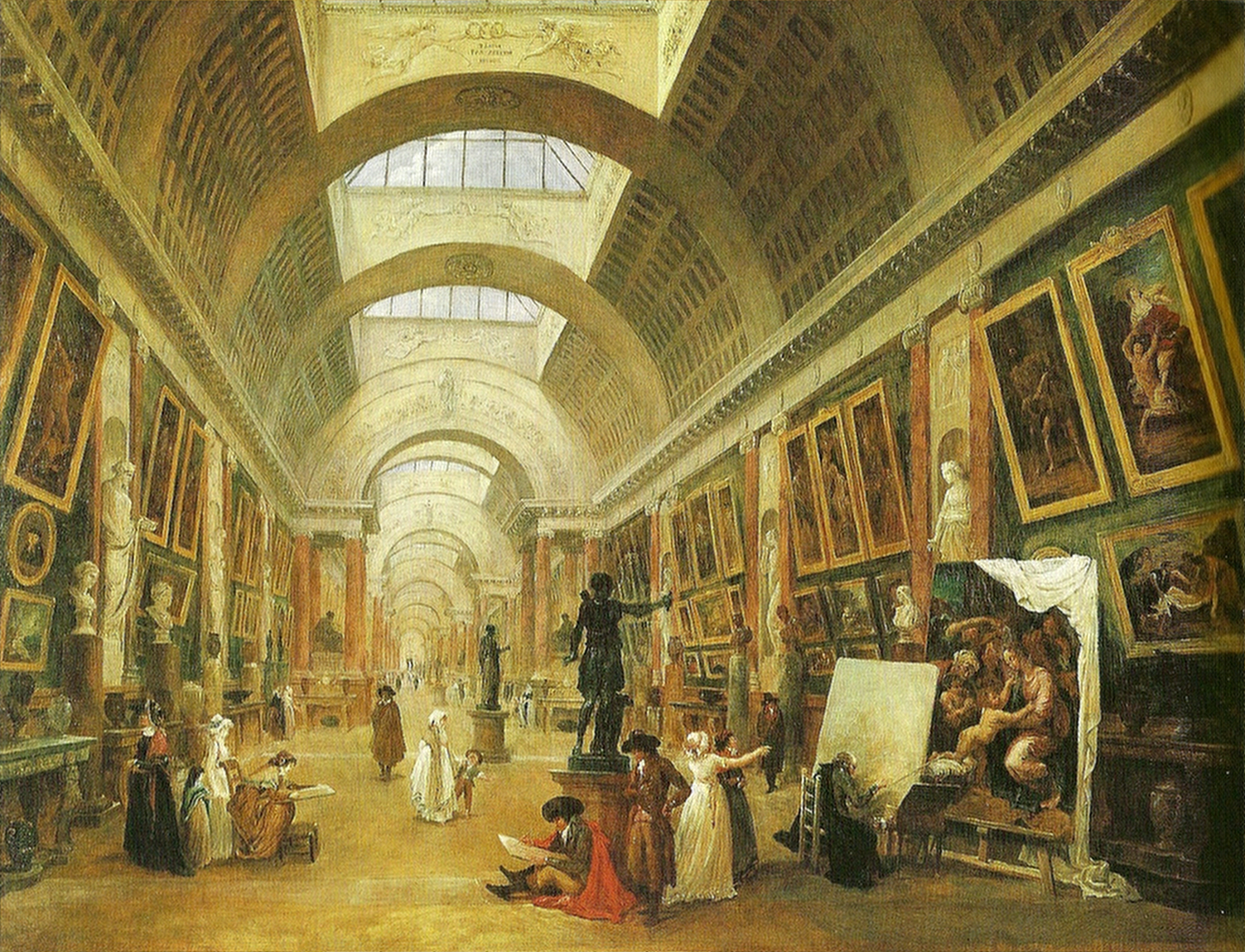
Лувр — «Велика галерея»
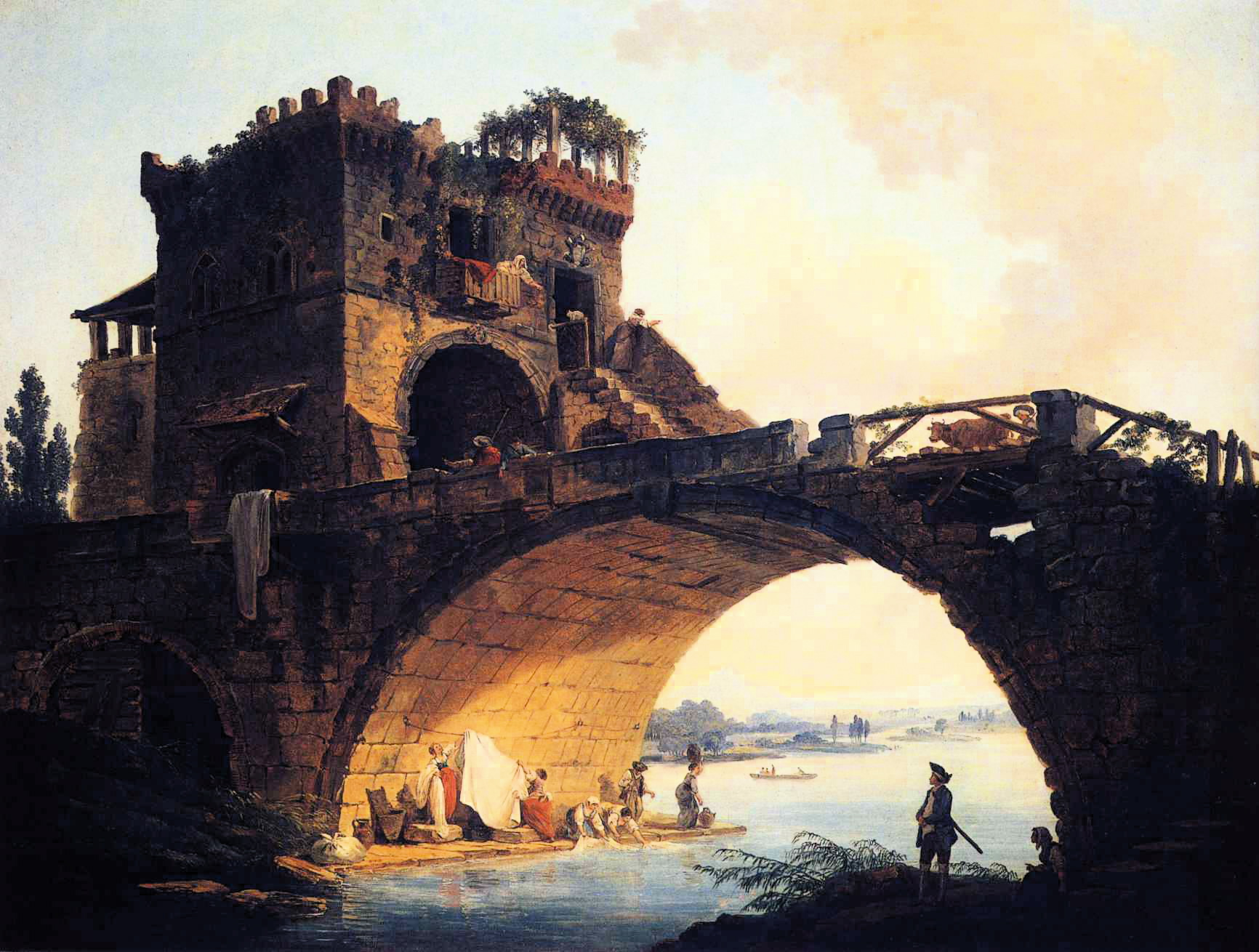
Старий кам'яний міст, 1775, Нац. галерея, Вашингтон
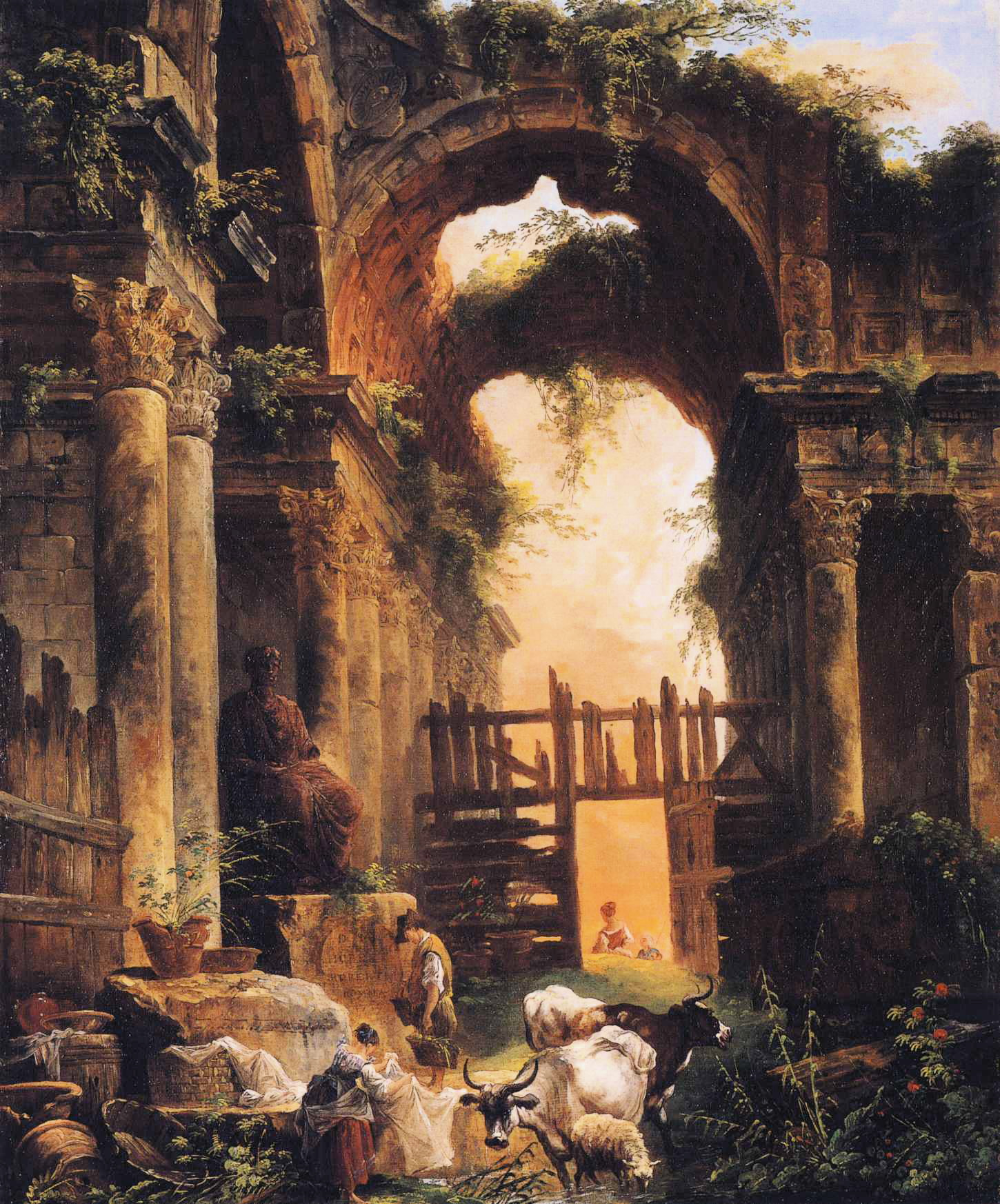
Руїни з селянами
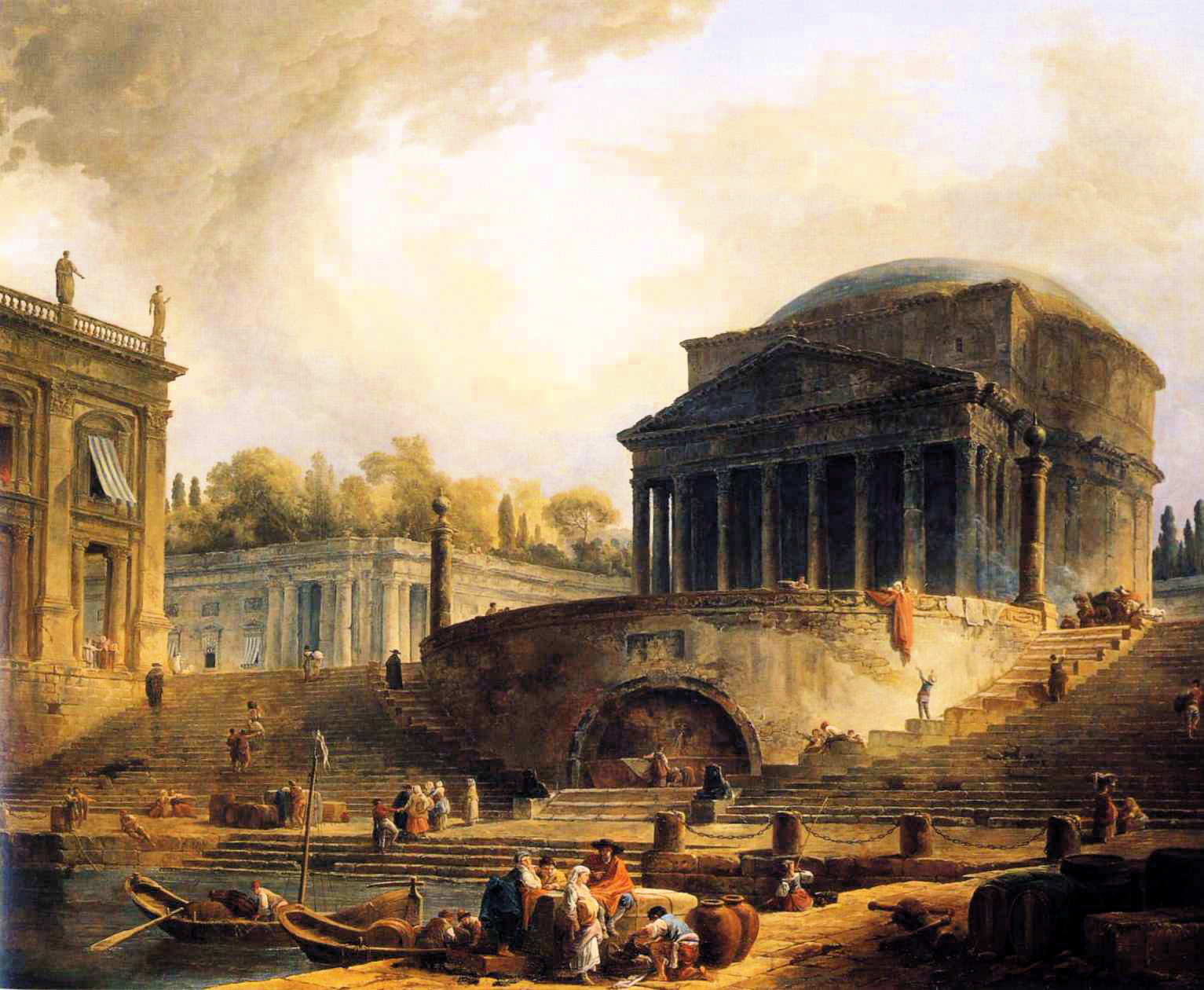
Руїни в Ріпетта, Рим, 1767
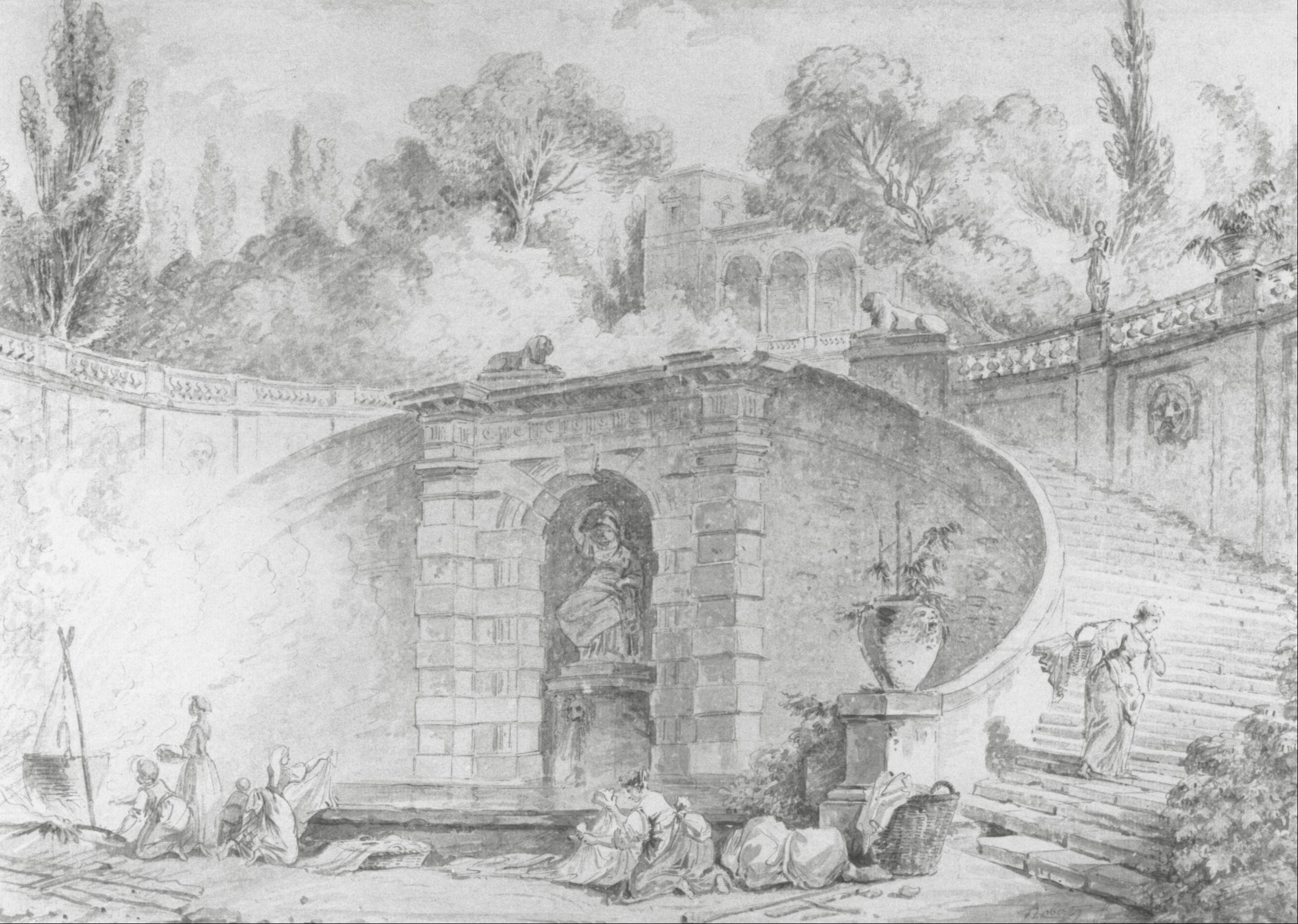
«Сходинки в парку», до 1765, Хьюстон, США
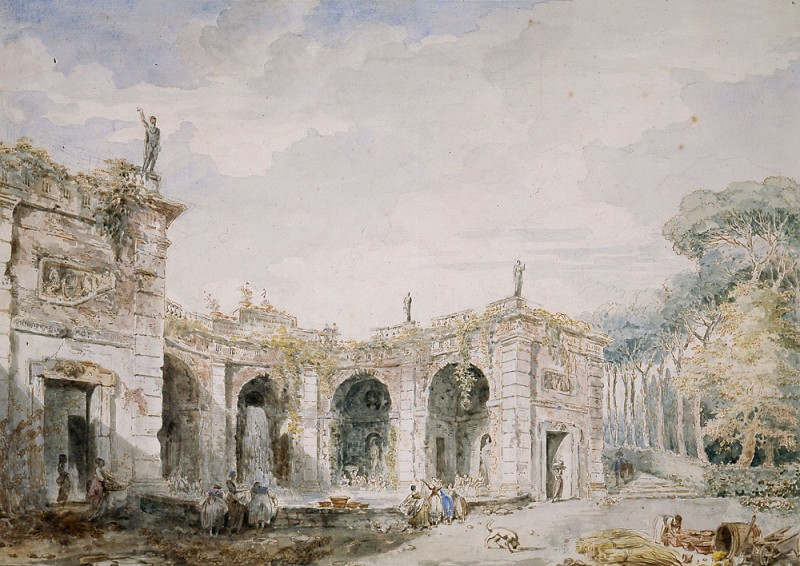
«Вілла Альдобрандіні, німфей», 1762
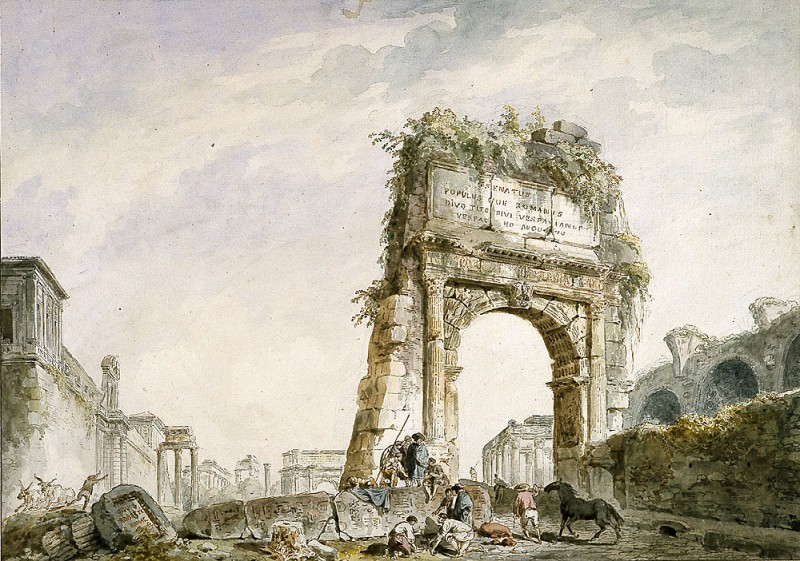
«Рим. Тріумфальна арка імператора Тита», Музей Чарторийського, Польща
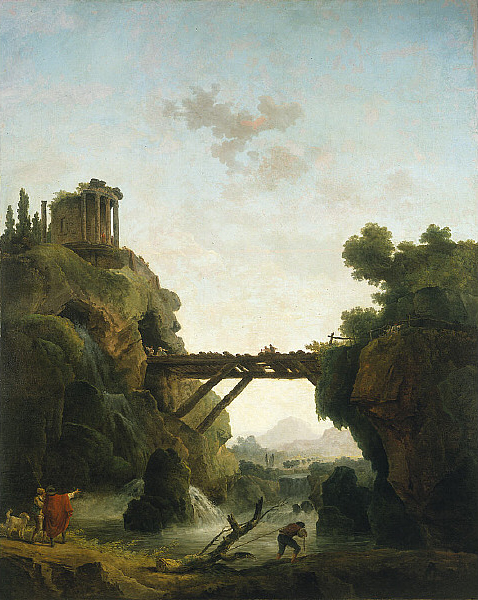
Фантазійний краєвид з використанням елементів Тіволі під Римом